# Acacia purpusii
Acacia purpusii är en ärtväxtart som beskrevs av Townshend Stith Brandegee. Acacia purpusii ingår i släktet akacior, och familjen ärtväxter. Inga underarter finns listade i Catalogue of Life.